# Excitebike
Excitebike (jap. エキサイトバイク Ekisaitobaiku) ist eines der sehr frühen Spiele für das Nintendo Entertainment System. Es erschien 1984 und wurde von Nintendo produziert, produzierender Direktor war Shigeru Miyamoto.
Es ist ein Rennspiel (Motocross), bei dem man versucht, auf einem Motorrad zwei Runden einer Strecke möglichst schnell zu durchfahren. Dabei gibt es, graphisch bedingt, keine
Kurven, sondern einen immer geraden Streckenverlauf. Erweitert sind die Strecken durch Einschränkungen wie unterschiedliche Hügel, Pfützen oder Verengungen.
Die 5 Strecken können wahlweise alleine oder mit computergenerierten Gegnern bestritten werden, das Spiel selbst ist aber lediglich für einen Benutzer zugänglich (kein Mehrspielermodus).

## Besonderheiten
Eine Besonderheit ist ein Editor, mit dem eigene Strecken aufgebaut werden können, die jedoch, wie auch Rundenrekorde, nicht gespeichert werden können und nach dem Ausschalten verlorengehen.

## Portierungen
- Game Boy Advance
- GameCube in Animal Crossing
- Nintendo 64 in Excitebike 64
- Arcade-Spiel
- Playchoice-10
- Nintendo 3DS

## Fortsetzungen
2000 ist Excitebike 64 für Nintendo 64 erschienen. Jenes ist ein dreidimensionales Motocross-Rennspiel und kann daher als die direkte Fortsetzung angesehen werden. Es ist eher simulationslastig, bietet also eine realitätsnahe Fahrphysik, doch sind die speziellen Merkmale des Originals noch vorhanden, so beispielsweise der Streckeneditor, der Turbo und die hohen und weiten Sprünge, die eine möglichst genaue Landung erfordern.
2007 erschien Excite Truck in Europa für Wii. Auch hier wurden die eigentlichen Merkmale der Serie, mit Ausnahme des Streckeneditors, beibehalten, doch fährt der Spieler nicht mit Motorrädern, sondern mit beispielsweise Pick Ups oder Buggies. Neben der für die Wii typische bewegungssensitive Steuerung ist das sogenannte Terraforming charakteristisch für das Spiel. Fährt der Spieler durch bestimmte Symbole hindurch, so verändert sich die Umgebung, beispielsweise hebt sich vor dem Spieler eine Sprungschanze aus dem Boden empor.

## Trivia
Im ebenfalls von Nintendo produzierten Fun-Racer Mario Kart 8 gibt es die Rennstrecke Excitebike Arena im „Ei-Cup“ mit neu arrangierter Musik als Tribut an das Originalspiel.
Diese Strecke ist Bestandteil des 1. DLC-Packs, das kostenpflichtig heruntergeladen werden muss.